# Saint-Georges-sur-Renon
Saint-Georges-sur-Renon település Franciaországban, Ain megyében. Lakosainak száma 214 fő (2022. január 1.). Saint-Georges-sur-Renon La Chapelle-du-Châtelard, Romans, Saint-André-le-Bouchoux és Saint-Germain-sur-Renon községekkel határos.

## Népesség
A település népessége az elmúlt években az alábbi módon változott:
| Lakosok száma | 108  | 105  | 126  | 188  | 214  | 224  | 214  | 208  | 203  | 214  |
|               | 1968 | 1982 | 1990 | 2006 | 2013 | 2015 | 2017 | 2019 | 2020 | 2022 |